# Pavel Křížkovský
Pavel Křížkovský (tysk stavning Karel Krischkowsky), född 9 januari 1820, död 8 maj 1885, var en tjeckisk körtonsättare och dirigent.